# Žáky
Žáky (deutsch Schak) ist eine Gemeinde im Okres Kutná Hora, in der Mittelböhmischen Region der Tschechischen Republik. Sie liegt etwa 11 km südöstlich von Kutná Hora bzw. 4 km südwestlich der Stadt Čáslav.

## Geographie
Žáky befindet sich in der Čáslavská kotlina (Czaslauer Becken) am Bach Žákovský potok. Durch Žáky verläuft die Staatsstraße II/338 zwischen Čáslav und Ledeč nad Sázavou.
Nachbarorte sind Vodranty und Čeplov im Norden, Jeníkovské Předměstí und Filipov im Nordosten, Drobovice im Osten, Potěhy, Tupadly und Nový Dvůr im Südosten, Štrampoušský Dvůr, Dolní Štrampouch und Chalupy im Süden, Dubina und Chedrbí im Südwesten, Krchleby im Westen sowie Kluky und Močovice im Nordwesten.

## Geschichte
Žáky wurde um 1142 angelegt. Zu den durch Herzog Vladislav II. im Zuge der Gründung des Klosters Sedlec gestifteten Klostergütern gehörte auch der Hof Žáky. Der Überlieferung nach sollen die Zisterzienser bei dem Hof ein Noviziat errichtet haben, wovon auch der Ortsname Žáky (zu Deutsch Schüler) hergeleitet wird. 1407 wurde das Dorf Sacke genannt, später wurde er auch als Sack bezeichnet. Im Jahre 1820 erwarben die Marquis von Trazegnies das Gut.
Nach der Aufhebung der Patrimonialherrschaften bildete Žáky eine Gemeinde im Gerichtsbezirk Časlau. Ab 1868 gehörte das Dorf zum Bezirk Časlau.
Im Zuge der Gebietsreform von 1960 wurde der Okres Čáslav aufgehoben; Žáky wurde dem Okres Kutná Hora zugeordnet. Am 3. Juli 2006 gab es 343 Einwohner im Ort.

## Gemeindegliederung
Die Gemeinde Žáky besteht aus den Ortsteilen Štrampouch (Strampauch, älter Steinbruch). Der Ortsteil Štrampouch gliedert sich in die Ansiedlungen Chalupy, Dolní Štrampouch, Horní Štrampouch, Štrampoušský Dvůr.

## Sehenswürdigkeiten
- Schloss Žáky
- Feste Žáky
- Windmühlentorso in Chalupy

## Söhne des Ortes
- Alexander Dreyschock (1818–1869), Klaviervirtuose und Komponist
- Raimund Dreyschock (1824–1869), Violinist und Komponist